# Екатерина Константинова
Екатерина Константинова е българска революционерка, деятелка на Вътрешната македонска революционна организация.

## Биография
Екатерина Константинова е родена през 1906 година в Банско, тогава в Османската империя, днес в България. Работи като медицинска сестра във II хирургическа клиника в София. По нареждане на Иван Михайлов в 1933 година застрелва лекуващия се в болницата Христо Изворски, след като е ранен при убийството на Симеон Евтимов.